# パスファインダー・アドベンチャー
『パスファインダー・アドベンチャー』（Pathfinder Adventure Card Game、PACG）は、アメリカ合衆国の出版社・パイゾ・パブリッシングが展開しているカードゲームのシリーズ。

## 概要
パイゾ社が展開しているテーブルトークRPG『パスファインダーRPG』を基にした、協力型の戦略カードゲーム。プレイヤーは「勇者」を操作し、指定された「施設」を調査し「宿敵」を発見・討伐することが目的となる。勇者は装備品や呪文など15枚（初期値）のカードで構成される「勇者デッキ」、施設は出現する敵や罠などの障害のほか、調査に役立つ装備品や呪文など10枚のカードで構成される「施設デッキ」で示され、いずれもカードの構成にある程度の自由度があるデッキ構築型となっている。また「施設デッキ」からカードを引くことでイベントが起きる、ダイスで判定を行うなど、ゲームマスターレス型のテーブルトークRPGのような要素も併せ持つ。
ゲームは勇者たちの冒険譚と言う扱いになっており、プレイを通じてプレイヤー自らが勇者たちの物語を紡ぐことになる。
ひとつの大きな物語（冒険行路）ごとに、キャラクターや物語内で共通で使用するカード等が同梱された「基本セット」と、物語に新たな章を追加する「冒険パック」が販売されている。基本セットの大箱には、成長した勇者デッキや別売りの冒険パック等を分類し収納できる仕切りが入っており、冒険行路ごとに必要なカード一式が全てひとつの箱に収納できるようになっている。
推奨プレイ人数は1～4名だが、勇者を追加する拡張パックを導入することで、最大6名でのプレイが可能となる。
世界観は『パスファインダーRPG』と共通で、シナリオやキャンペーン等も同名同内容のものが存在するが、能力値や判定等のシステムは完全に異なる。そのため、『パスファインダーRPG』の基となった『ダンジョンズ&ドラゴンズ』第3.5版と本作の関連性は低まっている。
なおカードの自作も許可されており、パイゾ社公式サイトでは自作用の各種カードテンプレート（英語版）のPDFが配布されている。

## ゲームの進行

### プレイの準備
最初に、プレイヤーが用いる「勇者デッキ」を準備する。その冒険行路の「基本セット」およびその勇者が過去に得た支援カードで構築される。勇者デッキは、プレイに用いる勇者の数だけ準備する。基本的にプレイヤー1人につき勇者デッキ1つを用いるが、望むならば複数の勇者デッキを用いてもよい。勇者デッキ1つのみでもプレイ可能だが用いる勇者によって難易度の差が大きく、1人プレイの場合は勇者デッキ2つの使用が推奨される。
既にいくつかのシナリオをプレイし成長した勇者デッキを、そのまま用いてもよい。新たな勇者でプレイする場合は、所定の範囲のカードの中から、キャラクターカードに記された構成に沿って、指定された種類のカードを指定された枚数分だけ勇者デッキに加え、シャッフルする。なお勇者デッキに加えるカードは、ランダムに抽出してもよいし任意のものを選んでもよい。また新たな勇者は、特性値（Skill）と能力（Power）、称号（Role)などは初期状態である。
続いて、プレイするシナリオに応じた「施設デッキ」を準備する。その冒険行路の「基本セット」およびシナリオに応じた「冒険パック」に含まれる苦難カード、および勇者デッキに用いられなかった支援カードで構築される。施設デッキは、用いる勇者デッキの数に応じてシナリオで指定された「施設カード」の数だけ準備する。例えばシナリオで「農場」「森」「吊り橋」「山頂」の施設カードが指定されていれば、「農場」の施設デッキ、「森」の施設デッキ、「吊り橋」の施設デッキ、「山頂」の施設デッキを別々に準備することになる。
各施設デッキは、施設カードに記された9枚分の構成のほかに、シナリオで指定された「宿敵」または「手下」のカードを1枚加え、計10枚にする必要がある。これらの宿敵や手下の存在は、ゲームを進行させる必須条件である。宿敵と手下のカードは、合計で用いる施設デッキの数と同じ枚数になるよう用意する。すなわち、施設デッキが4つ必要であれば、宿敵と手下のカードは合わせて4枚用いられ、シナリオカードの指定に応じて手下4枚か、宿敵1枚と手下3枚か、宿敵2枚と手下2枚、……のようになる。用意したこれらを各施設デッキに1枚ずつランダムに配分する。
宿敵や手下以外のカードは、各施設カードに記された構成に沿ってランダムに、指定された種類のカードから既定の枚数分だけ施設デッキに加え、シャッフルする。
更に、祝福カードのみで構築される「祝福デッキ」を準備する。その冒険行路の「基本セット」およびシナリオに応じた「冒険パック」に含まれる、勇者デッキや施設デッキに用いられなかったランダムな祝福カード30枚で構成される。
勇者デッキにも施設デッキにも祝福デッキにも用いられなかった各カードは、別途分類して場外エリアに置く（基本セットの大箱への収納が推奨される）。プレイ中にカードの効果によって、場外エリアからランダムにカードを抽出することがあるため、カードの種類ごとにシャッフルして収納することが推奨される。
ゲーム内では、各カードを置くべき場所はいくつかのエリアに分けられる。カードの効果により、カードがあるエリアから別のエリアへ移動することが頻繁に起こるため、各エリアとそこに置かれたカードは明確に区別する必要がある。
- 各勇者ごとに存在するエリア
  - キャラクターカード（Character Card）
特性値（Skill）と能力（Power）を書かれた面を表に置き、必要に応じて参照する。
  - 勇者デッキの山札（Character Deck）
準備し終えた勇者デッキは、山札として場に置く。山札の残り枚数は、その勇者のHPでもある。
  - 手札（Hand）
手札は、その時点で勇者が使える「特定の行動を有利にする手段」を示す。原則として手札は非公開で、通常は勇者デッキの山札から引いたカードを手札とするが、カードの効果によってその他のエリアからカードを手札に加えることもある。
  - 勇者デッキの捨て札置き場（Discard Pile）
捨て札となったカードを置くエリア。カードの効果によって、再利用されることもある。
  - 埋蔵されたカード（Bury/Buried Cards）
埋蔵（後述）となったカードを置くエリア。通常の捨て札との違いは、同じプレイ中の再利用が不可と言う点。ルールブックでは、キャラクターカードの下に置くよう指示される。
  - 勇者デッキの場
ルール上の規定はないが、公開（後述）したカードを置くエリアが必要となる。
- 各施設ごとに存在するエリア
施設デッキに捨て札置き場はなく、引いたカードは判定結果に従って所定のエリアへ移動する。
  - 施設カード（Location Card）
山札リスト（Deck List）や閉鎖条件（When Closing）などが書かれた面を表に置き、必要に応じて参照する。
  - 施設デッキの山札（Location Deck）
準備し終えた施設デッキは、山札として場に置く。その施設を「調査」するには、山札からカードを引くことになる。
  - 施設デッキの場
ルール上の規定はないが、公開したカードや各勇者の所在カード（Token Card）を置くエリアが必要となる。
- プレイ中に共用するカードのエリア
  - 物語カード
冒険行路（Adventure Path）、冒険（Adventure）、シナリオ（Scenario）各1枚の計3枚。現在プレイしているシナリオと、そのシナリオ限定の効果やクリア報酬などを示すもの。
  - 祝福デッキの山札（Blessings Deck）
準備し終えた祝福デッキは、山札として場に置く。山札の残り枚数は、そのプレイのタイムリミットを示す。
  - 祝福デッキの捨て札置き場（Blessings Discard Pile）
祝福デッキ専用の捨て札となった祝福カードを置くエリア。カードの効果によって、一番上に置かれた（最新の）捨て札が参照されることもある。
- 場外
そのシナリオでは使わないカードや追放（後述）されたカードを置くエリア。ルールブックでは種類別に分け「基本セットの大箱」に入れるよう指示される。カードの効果によって、場外からカードを抽出し手札に加えるなどプレイの場に戻すこともある。

### プレイの手順
各勇者の手番は、以下のステップで構成される。
1. 祝福デッキからカード1枚を引き、祝福デッキの捨て札置き場に置く。
引いた祝福カードは「引いたプレイヤーに対して正面向きになるよう」置くことが推奨される。この表示によって誰の手番かを管理する。
2. 同じ施設に滞在中の他の勇者へ、手札から任意のカードを渡してもよいし渡さなくてもよい。
3. 他の施設へ移動してもよいし移動しなくてもよい。
4. 滞在中の施設の施設デッキからカード1枚を引いてもよいし引かなくてもよい。
カードを引いた（施設を調査した）場合は、引いたカードに応じて各種の判定を行う。詳細は後述。
5. 施設デッキからカードを引いた結果、
  - 宿敵に遭遇したら、宿敵討伐判定の前に、他の施設に滞在中の手番でない勇者は滞在中の施設の閉鎖を試みてもよいし試みなくてもよい。施設を閉鎖するには、対応する施設カードに書かれた「閉鎖条件」を満たす必要がある。この閉鎖は施設の「一時的閉鎖」であり、手番の勇者の宿敵討伐判定の後に解放される。
  - 手下を討伐したか施設デッキの山札が0枚になったら、施設の閉鎖を試みてもよいし試みなくてもよい。施設を閉鎖するには、対応する施設カードに書かれた「閉鎖条件」を満たす必要がある。
  - 宿敵を討伐したら、対応する施設カードに書かれた「閉鎖条件」を問わず、無条件に閉鎖条件を満たしたものとする。また、他の施設が全て（一時的閉鎖も含めて）閉鎖されており、閉鎖されていない唯一の施設で宿敵を討伐したのであれば、ゲームの勝利条件を満たしたものとする。
  - 閉鎖条件を満たしたら、宿敵を除く山札は解体され、宿敵がいなければ施設は「完全閉鎖」され、完全閉鎖時の効果を適用する。
6. キャラクターカードで指定された「手札制限」の枚数どおりになるよう、手札の枚数を調整する。このとき使用条件を満たしていれば、能力や手札のカードを使ってもよいし使わなくてもよい。
手札制限と実際の手札が同じ枚数であれば何もしなくてよいが、手札の枚数が違う場合は、多いときも少ないときも手札の枚数を調整しなければならない。例えば手札制限5枚の勇者が、カードを引くなどして手札が7枚になっていた場合、この段階で任意の2枚を捨て札にする。手札が4枚だった場合は、勇者デッキの山札から1枚引く。その後、更に手札から任意の枚数を捨ててもよいし捨てなくてもよい。捨てた場合は勇者デッキの山札から同じ枚数を引き、手番終了時には必ず手札制限と同じ枚数にしなければならない。

以上を終えたら次の勇者の手番となる。
これらの手順を繰り返し、宿敵の討伐による勝利条件あるいはシナリオカードに書かれた特殊な勝利条件を満たせば、ゲームはプレイヤー側の勝利で終了する。また、勇者デッキからカードを引く際に指定された枚数が引けない場合、その勇者は瀕死となる。全ての勇者が瀕死となるか、祝福デッキからカードを引く際に指定された枚数が引けない場合、ゲームはプレイヤー側の敗北で終了する。瀕死のままゲーム終了を迎えた勇者は死亡したと見做される。

#### 施設の調査
勇者は滞在中の施設の施設デッキから、カードを1枚引くことができる。これは「その勇者がその施設を調査した結果、そのカードと遭遇した」ものと見做される。
施設デッキから引いたカードが支援カードであれば「獲得判定」を行い、判定に成功すれば手札に加えることができる。苦難カードであれば「討伐判定」を行い、判定に成功すればその苦難を克服したことになる。また「宿敵」を引いた場合、討伐判定を行う前に、他の施設に滞在する勇者はその施設の「一時的閉鎖」を試みることができる。獲得判定や討伐判定は、いずれも各カードで指定された特性値のダイスを用い、指定された値以上の出目を出すことで成功となる。複数の特性値が列挙されている場合、必ず最も成功率の高いものを用いる。
施設を調査し判定を行う際、その勇者の持つ能力が使用条件を満たしていれば必ず適用される。能力の使用が選べる場合は、使ってもよいし使わなくてもよい。同様に、その勇者の手札に使用条件を満たしたカードがあれば、それを使ってもよいし使わなくてもよい。道具カード等、特に使用条件を要しないカードは、常に使用条件を満たしていると見做し、手札から使ってもよいし使わなくてもよい。これらの使用条件は原則としてその勇者の手番時に限られるが、中には他の勇者の手番時と言う条件のものも存在する。
また一度の判定でその勇者が使えるカードは、そのカード種別につき1枚である。例えば、1回の戦闘判定で武器カードを2枚使うことはできないが、武器カード1枚、道具カード1枚、祝福カード1枚の計3枚を1回の戦闘判定で同時に使うことはできる。また他の勇者の判定時にカードを使う場合、他の勇者が使ったカードと同じ種別のカードを出すことができる。
カードの使用条件には公開（Reveal）、配置（Display）、捨て札（Discard）、再装填（Recharge）、埋蔵（Bury/Buried）、追放（Banish）の6種類があり、使い方に応じたカード効果を得る。中には「更に～」と言う形で異なる使い方ができ、それに応じた追加のカード効果を得られるものもある。また、カード効果によってこれらを行うよう指示される場合もある。カードによってはこれら以外の特殊な使用条件や効果を持つものもある。
公開（Reveal）手札から一時的に場に出し、カード効果の処理が終わったら手札に戻す。
配置（Display）場に出し、特に指定のない限りは場に残る。
捨て札（Discard）捨て札置き場に置く。プレイ中に参照したり、勇者デッキの山札や手札に戻され再利用されることもある。またプレイの後処理での利用も可能。基本的には使い切りだが状況によっては再利用できる効果であることを示す。
再装填（Recharge）指定された山札の一番下に置く。一度使うと一時的に使えなくなる効果であることを示す。
埋蔵（Bury/Buried）キャラクターカードの下に置く（埋蔵と分かればその他の場所でもよい）。プレイ中の再利用は不可能だが、プレイの後処理での利用は可能。1プレイにつき1回限りの使い切りの効果であることを示す。
追放（Banish）場外エリア（＝基本セットの大箱の中）に置く。通常はプレイ中の再利用も、プレイの後処理での利用も不可。なお場外エリアからカードを引くとき、そのプレイ中に追放されたカードか否かは問わない。再利用が不可能な使い切りの効果であることを示す。

### プレイの後処理
プレイヤー側の敗北で終了した場合、次のシナリオへ進むことはできないが、勝利するまで同じシナリオに再挑戦してよい。
プレイヤー側の勝利で終了した場合、生き残った勇者はシナリオカードに書かれた報酬を受け取る。また冒険カードに書かれたシナリオを全てクリアした場合や、冒険行路カードに書かれた冒険を全てクリアした場合は、そのカードに書かれた報酬も受け取る。
生きてシナリオをクリアした勇者は、シナリオ報酬として得た財宝カード、および参加した全ての勇者の勇者デッキの山札、手札、捨て札、埋蔵された支援カードを用いて、それぞれの勇者デッキをキャラクターカードに記された構成に沿って再構築してよい。ただしゲーム終了時に勇者が死亡した場合、その勇者デッキは再構築できない。プレイの結果得た財宝カードや支援カードは、参加した全ての勇者で共有しており、必要であれば勇者デッキを再構築する際に融通しあってよい。なお全体のカードの種類と枚数は必ず一致せねばならず、例えばシナリオ報酬で得た1枚しかない財宝カードは、場外エリアに同じカードがあったとしても、全ての勇者デッキで合わせて1枚だけ入れることができる。
勇者デッキを再構築した結果、余った支援カードは場外エリア（＝基本セットの大箱の中）へ戻し、次のプレイ後の再構築には利用できなくなる。
再構築した勇者デッキは、次のシナリオのプレイに用いてよい。

## 主なカードの種類
勇者（Character）カード
勇者の基本能力を示す各種カード。各勇者ごとに対応したものを1枚ずつ使用する。キャラクターおよび称号は、勇者の成長に伴い書き込みが必要になるが、それらをカードに記入せず、別紙に記録しても良い。またプレイヤーは望むなら、ガイドに従って勇者を自作しても良い。
各セットに同梱された勇者は、『パスファインダーRPG』にも登場する「アイコニック・キャラクター」と呼ばれるキャラクター群で、クラス1種につき1名以上用意されているプレロールドキャラクターである。なおこれらの勇者に関しては、キャラクターおよび称号が1枚にまとまった「キャラクターシート」が公式サイトからダウンロード可能で、キャラクターおよび称号の代わりにキャラクターシートを利用しても良い。
なお英語版では特性値やデッキ構成の書かれたカード、称号や所在を含めた3種のカードの総称、いずれも「Character」カードとなっているが、日本語版では3種のカードは「勇者」、特性値やデッキ構成が書かれたカードは「キャラクター」と別の訳語になっている。
キャラクター（Character）カード
勇者の特性値（判定に使うダイスの指示）や特技（特殊効果）、勇者デッキの構成が書かれたカード。
称号（Role）カード
対応する勇者の上位職および追加の特技が書かれたカード。カードの両面に異なる上位職と追加の特技が書かれており、冒険行路の進行によりどちらか片面の職を選び取ることになる。
所在（Token）カード
勇者の現在地を示すためのカード。勇者の名前と全身像、経歴がフレイバーとして書かれたのみのカードで、その他の目印でも代用可。
物語（Story）カード
ゲームの目標と報酬、および限定の特殊効果を示すカード。
冒険行路（Adventure Path）カード
ひとつの物語全体を示し、その物語を構成する複数の冒険が書かれたカード。
冒険（Adventure）カード
物語のひとつの章を示し、その章を構成する複数のシナリオが書かれたカード。
シナリオ（Scenario）カード
調査すべき施設や目標となる宿敵、手下が書かれたカード。シナリオカード1枚で1プレイとなる。
施設（Location）カード
勇者が調査すべき場所を示し、その場所で起きるイベント（支援カードや苦難カード）の構成が書かれたカード。
シナリオの最終目標である宿敵は、調査で発見しても他の施設へ逃亡できるため、逃亡を防ぐべく所定の条件を満たして各施設を閉鎖する必要がある。
支援（Boon）カード
調査の助けとなるカード。勇者デッキおよび施設デッキを構成するために使用する。プレイ中に入手したりシナリオ達成報酬で得たりした支援カードは勇者デッキの組み直しに使用でき、勇者の成長を表す要素にもなっている。
武器（Weapon）カード
戦闘判定を有利にする効果を持つカード。
呪文（Spell）カード
魔術を示すカード。個々のカードによって様々な効果を持つ。呪文カードを持てない（魔術を使えない）勇者や、魔法属性付きの攻撃しか効かない敵も存在する。
防具（Armor）カード
戦闘時の被害を軽減する効果を持つカード。
道具（Item）カード
調査や戦闘判定を有利にする道具を示すカード。
仲間（Ally）カード
調査を手助けする仲間を示すカード。多くは無名の人物だが、中には固有名を与えられた人物や、動物なども含まれる。
祝福（Blessing）カード
調査の助けとなる神や聖人の祝福を示すカード。一回限りの使い切りだが、他の勇者の判定にも使用可能。
またプレイの進行度を示すためにも使われ、プレイ開始時に準備した30枚の「祝福デッキ」の山札が尽きると、タイムリミットによるプレイヤーの敗北となる。
財宝（Loot）カード
特定の条件を満たせば（主にシナリオ報酬として）判定無しで得られるカード。上述のいずれかの支援カードの属性を併せ持ち、勇者デッキに組み込んだ場合は併せ持った属性の支援カードとして扱う。
苦難（Bane）カード
調査の目標や妨害となるカード。施設デッキを構成するために使用する。
宿敵（Villain）カード
シナリオの最終目標となる敵（ラスボス）を示すカード。
手下（Henchman）カード
シナリオの中間目標となる敵（中ボス）を示すカード。各施設デッキに1枚ずつ入り、討伐すると施設を閉鎖できるようになる。
怪物（Monster）カード
調査を妨害する敵を示すカード。
障害（Barrier）カード
調査を妨害する罠などを示すカード。
追補カード
部隊（Cohort）カード

## ラインナップ

### カードゲーム
- ルーンロードの帰還（Rise of the Runelords）基本セット - ※邦訳版あり
勇者たちはゴブリンたちが目論む邪悪な儀式の阻止をきっかけに、邪神の復活を目論む何者かと戦うことになる。
  1. 燔祭の儀式（Burnt Offerings）冒険パック - ※基本セットに同梱、邦訳版あり
  2. The Skinsaw Murders Adventure Deck
  3. The Hook Mountain Massacre Adventure Deck
  4. Fortress of the Stone Giants Adventure Deck
  5. Sins of the Saviors Adventure Deck
  6. Spires of Xin-Shalast Adventure Deck

  - Character Add-on Deck
- Skull & Shackles
  1. Wormwood Mutiny - 基本セットに同梱
  2. Raiders of the Fever Sea
  3. Tempest Rising
  4. Island of Empty Eyes
  5. The Price of Infamy
  6. From Hell's Heart
- Wrath of the Righteous
- Mummy's Mask

### コンピューターゲーム
- Pathfinder Adventures - PC（Steam）、Android、iOS（開発：Obsidian Entertainment Inc.、販売：Asmodee Digital、英語版のみ）